# Le Sirac
Le Sirac (3.441 m s.l.m.) è una montagna del Massiccio des Écrins nelle Alpi del Delfinato.
È possibile salire sulla vetta passando dal rifugio de Vallonpierre (2.271 m).